# Jim Courier
James Spencer „Jim” Courier (ur. 17 sierpnia 1970 w Sanford) – amerykański tenisista, zwycięzca 4 turniejów wielkoszlemowych w grze pojedynczej, przez 58 tygodni lider rankingu światowego w grze pojedynczej, 2-krotny zdobywca Pucharu Davisa, olimpijczyk.

## Kariera tenisowa
W ciągu kilkunastu lat kariery zawodowej (od 1988 do 2000) wygrał 23 turnieje w singlu i 6 w deblu rangi ATP World Tour. U progu kariery osiągał sukcesy w grze podwójnej, m.in. w parze z Pete’em Samprasem awansując do turnieju ATP Finals w sezonie 1989. W deblu wygrywał tak prestiżowe turnieje, jak zawody ATP Masters Series w Rzymie, Hamburgu, Montrealu i Indian Wells. Przede wszystkim przeszedł jednak do historii tenisa jako singlista.
W 1989 wygrał turniej w Bazylei, pokonując w finale Stefana Edberga. W 1991 roku awansował na pozycję nr 2. w rankingu światowym po wielu udanych startach turniejowych, w tym zwycięstwie w wielkoszlemowym French Open. Pokonał w pierwszym od 1954 amerykańsko–amerykańskim finale Andre Agassiego. Również w 1991 dotarł do finału US Open (przegrał z Edbergiem; w półfinale pokonał Jimmy’ego Connorsa) i turnieju Tennis Masters Cup. Dnia 10 lutego 1992 roku Courier został liderem rankingu światowego po zdobyciu drugiego tytułu wielkoszlemowego – Australian Open. W pierwszej połowie roku osiągnął serię 25 zwycięstw z rzędu (wygrywając w Tokio, Hongkongu, Rzymie i French Open), którą przerwała dopiero porażka w 3 rundzie Wimbledonu z Andriejem Olchowskim. Druga połowa sezonu 1992 nie była dla Couriera tak udana, ale ponownie osiągnął finał ATP Finals oraz przyczynił się do zdobycia przez USA Pucharu Davisa. Zapewnił sobie także pozycję lidera rankingu na koniec roku.

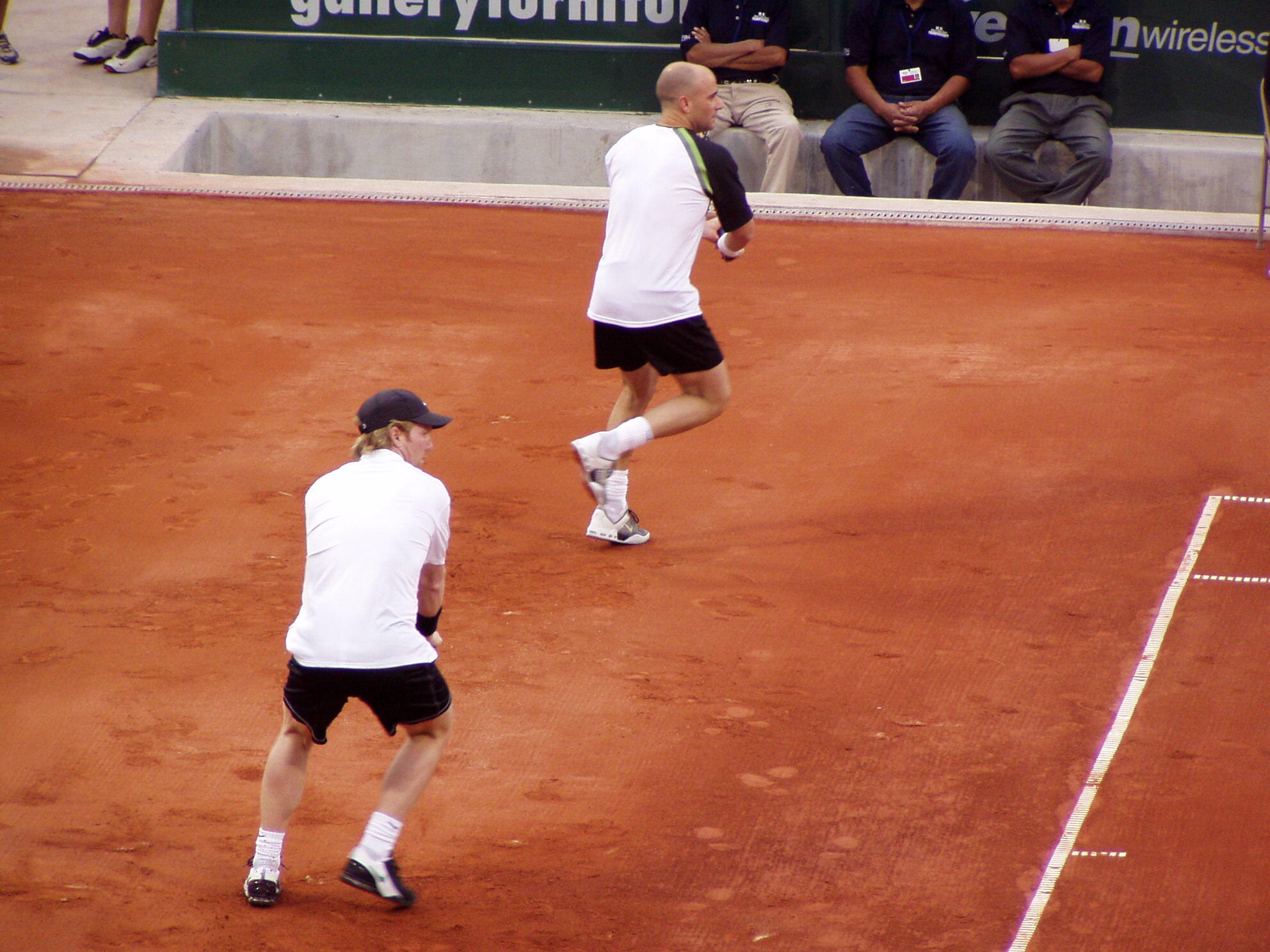
Jim Courier i Andre Agassi

Sezon 1993 Courier zaczął od triumfu w Australian Open (po 4-setowym zwycięstwie nad Edbergiem w finale), wygrywał kolejne turnieje, ale wiosną oddał pozycję lidera rankingu Samprasowi, a na kortach Rolanda Garrosa uległ w finale Sergiemu Bruguerze. Ostatni wielkoszlemowy finał w karierze Courier osiągnął podczas Wimbledonu 1993, ponosząc porażkę z Samprasem.
W 1994 roku klasyfikowany był już poza czołową "dziesiątką" w rankingu, do której powrócił jeszcze rok później i po raz ostatni wystąpił w turnieju ATP Finals. W 1995 ponownie wygrał z reprezentacją Puchar Davisa. Ostatni tytuł zdobył w 1998 w Orlando.
W 1992 roku zagrał na igrzyskach olimpijskich w Barcelonie. Z rozgrywek singlowych wyeliminowany został w 3 rundzie, natomiast w grze podwójnej w 2 rundzie.
Mocną stroną w grze Couriera był forhend, szczególnie tzw. wychodzący (tj. grany wzdłuż linii na stronę bekhendową praworęcznego rywala). Uważano go za gracza, który sukcesy zawdzięczał nie tyle wybitnemu talentowi, co solidnemu przygotowaniu; na korcie wyróżniał się także m.in. charakterystyczną czapką baseballową.
W 2005 roku został przyjęty do Międzynarodowej Tenisowej Galerii Sławy. Od października 2010 do września 2018 Courier pełnił funkcję kapitana reprezentacji USA w Pucharze Davisa, osiągając z zespołem półfinał turnieju w sezonach 2012 i 2018.

### Finały w turniejach ATP World Tour
| Legenda                                      |
| -------------------------------------------- |
| Wielki Szlem                                 |
| Igrzyska olimpijskie                         |
| Tennis Masters Cup / ATP Finals              |
| ATP Masters Series / ATP Tour Masters 1000   |
| ATP International Series Gold / ATP Tour 500 |
| ATP International Series / ATP Tour 250      |

#### Gra pojedyncza (23–14)
| Końcowy wynik | Nr  | Data                 | Turniej                    | Nawierzchnia    | Przeciwnik          | Wynik finału                      |
| ------------- | --- | -------------------- | -------------------------- | --------------- | ------------------- | --------------------------------- |
| Zwycięzca     | 1.  | 8 października 1989  | Bazylea                    | Twarda (hala)   | Stefan Edberg       | 7:6, 3:6, 2:6, 6:0, 7:5           |
| Zwycięzca     | 2.  | 10 marca 1991        | Indian Wells               | Twarda          | Guy Forget          | 4:6, 6:3, 4:6, 6:3, 7:6(4)        |
| Zwycięzca     | 3.  | 23 marca 1991        | Miami                      | Twarda          | David Wheaton       | 4:6, 6:3, 6:4                     |
| Zwycięzca     | 4.  | 9 czerwca 1991       | French Open, Paryż         | Ceglana         | Andre Agassi        | 3:6, 6:4, 2:6, 6:1, 6:4           |
| Finalista     | 1.  | 8 września 1991      | US Open, Nowy Jork         | Twarda          | Stefan Edberg       | 2:6, 4:6, 0:6                     |
| Finalista     | 2.  | 17 listopada 1991    | ATP Finals, Frankfurt      | Dywanowa (hala) | Pete Sampras        | 6:3, 6:7(5), 3:6, 4:6             |
| Zwycięzca     | 5.  | 26 stycznia 1992     | Australian Open, Melbourne | Twarda          | Stefan Edberg       | 6:3, 3:6, 6:4, 6:2                |
| Finalista     | 3.  | 9 lutego 1992        | San Francisco              | Twarda (hala)   | Michael Chang       | 3:6, 3:6                          |
| Finalista     | 4.  | 16 lutego 1992       | Bruksela                   | Dywanowa (hala) | Boris Becker        | 7:6(5), 6:2, 6:7(10), 6:7(5), 5:7 |
| Zwycięzca     | 6.  | 12 kwietnia 1992     | Tokio                      | Twarda          | Richard Krajicek    | 6:4, 6:4, 7:6(3)                  |
| Zwycięzca     | 7.  | 19 kwietnia 1992     | Hongkong                   | Twarda          | Michael Chang       | 7:5, 6:3                          |
| Zwycięzca     | 8.  | 17 maja 1992         | Rzym                       | Ceglana         | Carlos Costa        | 7:6(3), 6:0, 6:4                  |
| Zwycięzca     | 9.  | 7 czerwca 1992       | French Open, Paryż         | Ceglana         | Petr Korda          | 7:5 6:2, 6:1                      |
| Finalista     | 5.  | 23 sierpnia 1992     | Indianapolis               | Twarda          | Pete Sampras        | 4:6, 4:6                          |
| Finalista     | 6.  | 13 września 1992     | US Open, Nowy Jork         | Twarda          | Pete Sampras        | 1:6, 6:3, 2:6, 2:6                |
| Finalista     | 7.  | 22 listopada 1992    | ATP Finals, Frankfurt      | Dywanowa (hala) | Boris Becker        | 4:6, 3:6, 5:7                     |
| Zwycięzca     | 10. | 31 stycznia 1993     | Australian Open, Melbourne | Twarda          | Stefan Edberg       | 6:2, 6:1, 2:6, 7:5                |
| Zwycięzca     | 11. | 14 lutego 1993       | Memphis                    | Twarda (hala)   | Todd Martin         | 5:7, 7:6(4), 7:6(4)               |
| Zwycięzca     | 12. | 7 marca 1993         | Indian Wells               | Twarda          | Wayne Ferreira      | 6:3, 6:3, 6:1                     |
| Finalista     | 8.  | 18 kwietnia 1993     | Hongkong                   | Twarda          | Pete Sampras        | 3:6, 7:6(1), 6:7(2)               |
| Zwycięzca     | 13. | 16 maja 1993         | Rzym                       | Ceglana         | Goran Ivanišević    | 6:1, 6:2, 6:2                     |
| Finalista     | 9.  | 6 czerwca 1993       | French Open, Paryż         | Ceglana         | Sergi Bruguera      | 4:6, 6:2, 2:6, 6:3, 3:6           |
| Finalista     | 10. | 4 lipca 1993         | Wimbledon, Londyn          | Trawiasta       | Pete Sampras        | 6:7(3), 6:7(6), 6:3, 3:6          |
| Zwycięzca     | 14. | 22 sierpnia 1993     | Indianapolis               | Twarda          | Boris Becker        | 7:5, 6:3                          |
| Finalista     | 11. | 17 kwietnia 1994     | Nicea                      | Ceglana         | Alberto Berasategui | 4:6, 2:6                          |
| Finalista     | 12. | 23 października 1994 | Lyon                       | Dywanowa (hala) | Marc Rosset         | 4:6, 6:7(2)                       |
| Zwycięzca     | 15. | 8 stycznia 1995      | Adelaide                   | Twarda          | Arnaud Boetsch      | 6:2, 7:5                          |
| Zwycięzca     | 16. | 5 marca 1995         | Scottsdale                 | Twarda          | Mark Philippoussis  | 7:6(2), 6:4                       |
| Zwycięzca     | 17. | 16 kwietnia 1995     | Tokio                      | Twarda          | Andre Agassi        | 6:4, 6:3                          |
| Zwycięzca     | 18. | 1 października 1995  | Bazylea                    | Twarda (hala)   | Jan Siemerink       | 6:7(2), 7:6(5), 5:7, 6:2, 7:5     |
| Finalista     | 13. | 8 października 1995  | Tuluza                     | Twarda (hala)   | Arnaud Boetsch      | 4:6, 7:6(5), 0:6                  |
| Zwycięzca     | 19. | 3 marca 1996         | Filadelfia                 | Dywanowa (hala) | Chris Woodruff      | 6:4, 6:3                          |
| Zwycięzca     | 20. | 5 stycznia 1997      | Doha                       | Twarda          | Tim Henman          | 7:5, 6:7(5), 6:2                  |
| Zwycięzca     | 21. | 27 lipca 1997        | Los Angeles                | Twarda          | Thomas Enqvist      | 6:4, 6:4                          |
| Zwycięzca     | 22. | 5 października 1997  | Pekin                      | Twarda (hala)   | Magnus Gustafsson   | 7:6(10), 3:6, 6:3                 |
| Zwycięzca     | 23. | 26 kwietnia 1998     | Orlando                    | Ceglana         | Michael Chang       | 7:5, 3:6, 7:5                     |
| Finalista     | 14. | 21 lutego 1999       | Memphis                    | Twarda (hala)   | Tommy Haas          | 4:6, 1:6                          |

#### Gra podwójna (6–5)
| Końcowy wynik | Nr | Data                | Turniej      | Nawierzchnia  | Partner           | Przeciwnicy                      | Wynik finału  |
| ------------- | -- | ------------------- | ------------ | ------------- | ----------------- | -------------------------------- | ------------- |
| Finalista     | 1. | 7 maja 1989         | Forest Hills | Ceglana       | Pete Sampras      | Rick Leach Jim Pugh              | 4:6, 2:6      |
| Zwycięzca     | 1. | 21 maja 1989        | Rzym         | Ceglana       | Pete Sampras      | Danilo Marcelino Mauro Menezes   | 6:4, 6:3      |
| Zwycięzca     | 2. | 13 maja 1990        | Hamburg      | Ceglana       | Sergi Bruguera    | Udo Riglewski Michael Stich      | 7:6, 6:2      |
| Finalista     | 2. | 20 maja 1990        | Rzym         | Ceglana       | Marty Davis       | Sergio Casal Emilio Sánchez      | 6:7, 5:7      |
| Zwycięzca     | 3. | 10 marca 1991       | Indian Wells | Twarda        | Javier Sánchez    | Guy Forget Henri Leconte         | 7:6, 3:6, 6:3 |
| Zwycięzca     | 4. | 1 sierpnia 1993     | Montreal     | Twarda        | Mark Knowles      | Glenn Michibata David Pate       | 6:4, 7:6      |
| Finalista     | 3. | 10 kwietnia 1994    | Barcelona    | Ceglana       | Javier Sánchez    | Jewgienij Kafielnikow David Rikl | 7:5, 1:6, 4:6 |
| Zwycięzca     | 5. | 8 stycznia 1995     | Adelaide     | Twarda        | Patrick Rafter    | Byron Black Grant Connell        | 7:6, 6:4      |
| Finalista     | 4. | 5 października 1997 | Pekin        | Twarda (hala) | Alex O’Brien      | Mahesh Bhupathi Leander Paes     | 5:7, 6:7      |
| Finalista     | 5. | 10 stycznia 1999    | Adelaide     | Twarda        | Patrick Galbraith | Gustavo Kuerten Nicolás Lapentti | 4:6, 4:6      |
| Zwycięzca     | 6. | 25 kwietnia 1999    | Orlando      | Ceglana       | Todd Woodbridge   | Bob Bryan Mike Bryan             | 7:6(4), 6:4   |

### Starty wielkoszlemowe (gra pojedyncza)
| Turniej         | 1988 | 1989 | 1990 | 1991 | 1992 | 1993 | 1994 | 1995 | 1996 | 1997 | 1998 | 1999 | 2000 | Wygrane turnieje | Bilans w turnieju |
| --------------- | ---- | ---- | ---- | ---- | ---- | ---- | ---- | ---- | ---- | ---- | ---- | ---- | ---- | ---------------- | ----------------- |
| Australian Open | –    | –    | 2R   | 4R   | W    | W    | SF   | QF   | QF   | 4R   | –    | 3R   | 1R   | 2 / 10           | 35–8              |
| French Open     | –    | 4R   | 4R   | W    | W    | F    | SF   | 4R   | QF   | 1R   | 2R   | 2R   | –    | 2 / 11           | 40–9              |
| Wimbledon       | –    | 1R   | 3R   | QF   | 3R   | F    | 2R   | 2R   | 1R   | 1R   | 1R   | 4R   | –    | 0 / 11           | 19–11             |
| US Open         | 2R   | 3R   | 2R   | F    | SF   | 4R   | 2R   | SF   | –    | 1R   | –    | 1R   | –    | 0 / 10           | 24–10             |
| Bilans spotkań  | 1–1  | 5–3  | 7–4  | 20–3 | 20–2 | 22–3 | 12–4 | 13–4 | 8–3  | 3–4  | 1–2  | 6–4  | 0–1  | N/A              | 118–38            |

Legenda
     W, wygrał turniej
     F, przegrał w finale
     SF, przegrał w półfinale
     QF, przegrał w ćwierćfinale
     4R, 3R, 2R, 1R przegrał w IV, III, II, I rundzie
     –, nie startował w turnieju głównym